# Lista över gravar i Konungarnas dal
Lista över gravar i Konungarnas dal avser de gravar som finns i Östra- och Västra dalen i Konungarnas dal väster om Luxor i Egypten och i direkt närliggande område.

## Översikt
Karta visande positionen för ingången till gravarna i Konungarnas dal. KV22, KV23, KV24, KV25, KV39, KV41 och TT320 ligger utanför kartan och pilarna vid namnen markerar riktning och avstånd till gravarna.

## Lista
| Namn        | Bild | Ursprungligen gravsatt              | Dynasti                              | Position (ingången)                             | Kommentar |
| ----------- | ---- | ----------------------------------- | ------------------------------------ | ----------------------------------------------- | --- |
| KV1         |      | Ramses VII                          | 20:e dynastin                        | 25°44′33″N 32°36′07″Ö / 25.742481°N 32.601862°Ö | |
| KV2         |      | Ramses IV                           | 20:e dynastin                        | 25°44′29″N 32°36′08″Ö / 25.741489°N 32.602140°Ö | |
| KV3         |      | Ramses III:s son                    | 20:e dynastin                        | 25°44′28″N 32°36′10″Ö / 25.741040°N 32.602668°Ö | |
| KV4         |      | Ramses XI                           | 20:e dynastin                        | 25°44′27″N 32°36′10″Ö / 25.740741°N 32.602872°Ö | |
| KV5         |      | Ramses II:s son                     | 19:e dynastin                        | 25°44′26″N 32°36′07″Ö / 25.740693°N 32.602012°Ö | Den största gravarna i Konungarnas dal. (1 266 m²) |
| KV6         |      | Ramses IX                           | 20:e dynastin                        | 25°44′26″N 32°36′07″Ö / 25.740535°N 32.601819°Ö | |
| KV7         |      | Ramses II                           | 19:e dynastin                        | 25°44′27″N 32°36′06″Ö / 25.740734°N 32.601583°Ö | En av de största gravarna i Konungarnas dal. (868 m²) |
| KV8         |      | Merneptah                           | 19:e dynastin                        | 25°44′27″N 32°36′03″Ö / 25.740765°N 32.600957°Ö | En av de största gravarna i Konungarnas dal. (773 m²) |
| KV9         |      | Ramses V Ramses VI                  | 20:e dynastin                        | 25°44′25″N 32°36′05″Ö / 25.740352°N 32.601260°Ö | |
| KV10        |      | Amenmesse                           | 19:e dynastin                        | 25°44′24″N 32°36′05″Ö / 25.740034°N 32.601337°Ö | Under grävandet av närligande KV11 råkade hantverkarna "kollidera" med KV10 och bryta genom väggen.                                                        |
| KV11        |      | Ramses III                          | 20:e dynastin                        | 25°44′24″N 32°36′04″Ö / 25.739984°N 32.601117°Ö | En av de största gravarna i Konungarnas dal. (726 m²) Under grävandet av KV11 råkade hantverkarna "kollidera" med närliggande KV10 och bryta genom väggen. |
| KV12        |      | Okänd                               |                                      | 25°44′24″N 32°36′02″Ö / 25.740050°N 32.600460°Ö | |
| KV13        |      | Bay                                 | 19:e dynastin                        | 25°44′22″N 32°36′00″Ö / 25.739448°N 32.600028°Ö | Bay var skribent för Seti II och senare kansler för Siptah.                                                                                                |
| KV14        |      | Tausret Setnakhte                   | 19:e dynastin 20:e dynastin          | 25°44′21″N 32°35′59″Ö / 25.739174°N 32.599781°Ö | En av de längsta (158 m) och största (629 m²) gravarna i Konungarnas dal.                                                                                  |
| KV15        |      | Seti II                             | 19:e dynastin                        | 25°44′20″N 32°35′59″Ö / 25.738927°N 32.599808°Ö | |
| KV16        |      | Ramses I                            | 19:e dynastin                        | 25°44′24″N 32°36′06″Ö / 25.739967°N 32.601785°Ö | |
| KV17        |      | Seti I                              | 19:e dynastin                        | 25°44′24″N 32°36′07″Ö / 25.739929°N 32.601944°Ö | En av de längsta (137 m) och djupaste (>100 m) av gravarna i Kongarnas dal.                                                                                |
| KV18        |      | Ramses X                            | 20:e dynastin                        | 25°44′23″N 32°36′08″Ö / 25.739836°N 32.602223°Ö | |
| KV19        |      | Mentuherkhepeshef (Ramses IX:s son) | 20:e dynastin                        | 25°44′21″N 32°36′12″Ö / 25.739064°N 32.603282°Ö | |
| KV20        |      | Thutmosis I Hatshepsut              | 18:e dynastin                        | 25°44′21″N 32°36′13″Ö / 25.739148°N 32.603552°Ö | En av de längsta (210 m) och djupaste (96 m) av gravarna i Kongarnas dal.                                                                                  |
| KV21        |      | 2 kvinnliga kungliga mumier         | 18:e dynastin                        | 25°44′23″N 32°36′11″Ö / 25.739722°N 32.603056°Ö | Graven har vandaliserats efter dess upptäckt 1817 |
| KV22 WV22   |      | Amenhotep III                       | 18:e dynastin                        | 25°44′36″N 32°35′50″Ö / 25.743297°N 32.597254°Ö | Graven ligger i Västra dalen av Kongungarnas dal. |
| KV23 WV23   |      | Ay                                  | 18:e dynastin                        | 25°44′29″N 32°35′31″Ö / 25.741278°N 32.591956°Ö | Graven ligger i Västra dalen av Kongungarnas dal. |
| KV24 WV24   |      |                                     |                                      |                                                 | Graven ligger i Västra dalen av Kongungarnas dal. |
| KV25 WV25   |      |                                     |                                      |                                                 | Graven ligger i Västra dalen av Kongungarnas dal. |
| KV26        |      |                                     |                                      |                                                 | |
| KV27        |      |                                     |                                      |                                                 | |
| KV28        |      |                                     |                                      |                                                 | |
| KV29        |      |                                     |                                      |                                                 | |
| KV30        |      |                                     |                                      |                                                 | |
| KV31        |      |                                     |                                      |                                                 | |
| KV32        |      |                                     |                                      |                                                 | |
| KV33        |      |                                     |                                      |                                                 | |
| KV34        |      | Thutmosis III                       | 18:e dynastin                        | 25°44′18″N 32°36′02″Ö / 25.738212°N 32.600694°Ö | |
| KV35        |      | Amenhotep II                        | 18:e dynastin                        | 25°44′24″N 32°36′01″Ö / 25.740055°N 32.600143°Ö | Användes under Egyptens tjugoförsta dynasti som gömställe för många faraoners mumier.                                                                      |
| KV36        |      | Maiherpri                           | 18:e dynastin                        | 25°44′23″N 32°36′01″Ö / 25.739735°N 32.600175°Ö | Maiherpri var hovman och hade titeln Child of the Nursery                                                                                                  |
| KV37        |      |                                     |                                      |                                                 | |
| KV38        |      | Thutmosis I                         | 18:e dynastin                        | 25°44′21″N 32°35′59″Ö / 25.739057°N 32.599806°Ö | Thutmosis III flyttade Thutmosis I:s mumie till KV38 från KV20 där han tidigare var begraven tillsammans med sin dotter Hatshepsut                         |
| KV39        |      | möjligen Amenhotep I                | 18:e dynastin                        | 25°44′11″N 32°36′02″Ö / 25.736392°N 32.600465°Ö | |
| KV40        |      |                                     |                                      |                                                 | |
| KV41        |      |                                     |                                      |                                                 | |
| KV42        |      | Thutmosis III:s fru                 | 18:e dynastin                        | 25°44′18″N 32°36′02″Ö / 25.738290°N 32.600532°Ö | |
| KV43        |      | Thutmosis IV                        | 18:e dynastin                        | 25°44′19″N 32°36′11″Ö / 25.738730°N 32.603167°Ö | |
| KV44        |      |                                     |                                      |                                                 | |
| KV45        |      |                                     |                                      |                                                 | |
| KV46        |      |                                     |                                      |                                                 | |
| KV47        |      | Siptah                              | 19:e dynastin                        | 25°44′22″N 32°36′02″Ö / 25.739487°N 32.600628°Ö | |
| KV48        |      |                                     |                                      |                                                 | |
| KV49        |      |                                     |                                      |                                                 | |
| KV50        |      |                                     |                                      |                                                 | |
| KV51        |      |                                     |                                      |                                                 | |
| KV52        |      |                                     |                                      |                                                 | |
| KV53        |      |                                     |                                      |                                                 | |
| KV54        |      |                                     |                                      |                                                 | |
| KV55        |      | Akhenaton                           | 18:e dynastin                        | 25°44′26″N 32°36′06″Ö / 25.740437°N 32.601713°Ö | En av de mindre gravarna i Konungarnas dal. (84 m²) |
| KV56        |      |                                     |                                      |                                                 | |
| KV57        |      | Horemheb                            | 18:e dynastin                        | 25°44′24″N 32°36′03″Ö / 25.740005°N 32.600711°Ö | |
| KV58        |      |                                     |                                      |                                                 | |
| KV59        |      |                                     |                                      |                                                 | |
| KV60        |      | Hatshepsut Sitre In                 | 18:e dynastin                        | 25°44′21″N 32°36′12″Ö / 25.739228°N 32.603368°Ö | |
| KV61        |      |                                     |                                      |                                                 | |
| KV62        |      | Tutankhamon                         | 18:e dynastin                        | 25°44′25″N 32°36′05″Ö / 25.740390°N 32.601437°Ö | En av de mindre gravarna i Konungarnas dal. (110 m²) |
| KV63        |      |                                     | 18:e dynastin                        | 25°44′25″N 32°36′05″Ö / 25.740152°N 32.601421°Ö | Hittades 2005 Innehåller rester efter balsameringen av Tutankhamon.                                                                                        |
| KV64        |      |                                     |                                      |                                                 | |
| KV65        |      |                                     |                                      |                                                 | |
| TT320 DB320 |      | 36 mumier, varar 10 från kungar     | 17:e, 18:e, 19:e 20:e, 21:e dynastin | 25°44′12″N 32°36′18″Ö / 25.736786°N 32.604949°Ö | Graven ligger sydväst om Deir el-Bahri. |